# 天道流
天道流（てんどうりゅう、てんとうりゅう）は、日本の古武道の流派。下河原恭長の系統の天流で、剣術を中心に長刀術（薙刀術）、鎖鎌術、杖術、小太刀術、二刀（小太刀での二刀）、短刀術を含む。現在は薙刀術を中心に指導されていることが多い。薙刀を捻りながら突く「乱」という技法と足遣いに組足を用いるのが特徴。

## 歴史
江戸時代中期に、いくつかの系統に分かれていた天流を二系統にわたって学んだ日夏能忠が、丹波篠山藩主・松平康信に招かれたことにより形原松平家中に伝えられた。その後、日夏能忠の子の日夏繁高は武より文を志し江戸に出たため、下河原恭長が流儀を継承した。下河原恭長は天道流と改め、松平家の丹波亀山への転封により丹波亀山藩の剣術流派のひとつとなり、下河原家が藩の天道流剣術師範役を代々務めた。
幕末に当流を学び第14代となった美田村顕教が、明治後期から京都の大日本武徳会本部で天道流薙刀術を指導したため、京都府を中心に当流の薙刀術が広まった。また、顕教は小西酒造創業家の小西家の道場・修武館でも薙刀術を指導した。
美田村顕教より流儀を継承した美田村千代は、先代の顕教と同じく修武館で薙刀術を指導した。1941年（昭和16年）3月、大日本武徳会が学校教育用に「薙刀道基本動作」を制定しようとした際、千代はこれに反対し独自に「天道流薙刀術教員養成所 天道義塾」を創立し、終戦まで指導した。
また、太平洋戦争末期、空襲が熾烈になったことから、美田村一門に香淳皇后の身辺警護を命じられたという。
戦後、千代は全日本なぎなた連盟設立に参加した。
その後、小西静子（全日本なぎなた連盟第2代会長・初代理事長）、河盛敬子（全日本なぎなた連盟第2代理事長・日本オリンピック委員会理事）らが中心となって修武館で指導された。現在は修武館を本部道場とし、日本古武道協会に加盟している。

## 系譜
日夏彌助能忠までの系譜
- 斎藤判官傳鬼房
  - 小松一卜斎
    - 月岡一露斎

  - 斎藤法玄
    - 人見熊之助
      - 斎藤右兵衛
        - 加古利兵衛正真
          - 細野六左衛門吉次
          - 村上權左衛門
          - 日夏彌助能忠

    - 斎藤牛之助
      - 日夏喜左衛門重能
        - 日夏彌助能忠

日夏彌助能忠から先の系譜
- 日夏彌助能忠
- 下河原新内恭長
- 下河原新内一恭
- 下河原新内一致
- 下河原辨蔵一行
- 下河原唯六一弘
- 下河原洗一霍
- 美田村顯教
- 美田村千代
- 美田村武子
- 木村恭子

## 技法
小長刀之表
初段
一文字の乱、清眞の乱、石突小石返の乱、石突小石返の乱 左、
清志脇留、清志脇留 左、清志岩崩、清志岩崩 左
中段
眞利込、須利込折留、短刀留、大車の乱、大車の乱 左、小車の乱、風車小石返の乱
下段
両胸留、清眞袖返、清眞袖返 左、大重の乱、八重違
初段之裏
一文字、清眞、石突小石返、石突小石返 左、
清志打返、清志打返 左、清志岩崩懐劔留、清志岩崩短刀留
表之奥
眞の位、短刀小柄留、無極笛留、無極笛留 左、骨髄劔、骨髄劔 左、無念、貳の目
体間の無念、体間の無念 左、風柳の乱入、風柳の乱入 左、車返の乱、解手刀、腕巻の位

大長刀之表（大長刀表裏身得之事）
眞月、半月、巻衣、袖笠、突留、腰車の乱、水車
大長刀之奥
追風、波返、稲妻、蛇返、折敷、技用劔、巴返、八重袖
蒸返、星乱、月光、両断の刃、玉簾、波渡、荒波、谷飛
小長刀別奥
羽返の位、無變太刀寄、雷光、稲妻の乱入、陰陽の武、羽返短刀之寄、離劔木綿襷
別奥
一文字八重違、清眞小手留、蛇返脇留、無變ひしぎ、腕巻切違
玉簾波返、雷光短刀留、羽落離劔、鷲の羽落、羽返入身太刀の寄留
透手
初本、半月の乱、脇留、切違、星乱、大八相、陰陽、石突かざし、
八重違、小車ひしぎの乱、笄留、中取、眞の位、離劔、短刀留、
両胸留、小柄留短刀の寄、遠近笛留、遠近笛留 左、骨髄劔石火短刀の寄留
組手
追風の脇留、谷飛短刀留、小車小太刀の寄、天狗返透手星乱、玉簾石突打返折留、清眞解手太刀留、腕巻脇留、
袖笠繰引骨髄劔、腕巻無變太刀寄、羽返両断の刃、巻衣ひしぎ離劔留、谷飛荒波の乱、天狗返星乱月光の留、
巴返ひしぎの乱、玉簾笄留、巻衣太刀の切違、大車両断の刃、かざし脇留、羽落車返の乱、水車笄留、
透手切違蛇返脇留、腕巻無變懐劔留、左巴返太刀切違、星乱荒波折敷、眞の位繰引懐劔留、清眞小車短刀留、
蒸返の離劔、腕巻ひしぎの乱、中取水車折敷、陰陽車返の乱、車返の折留、表岩崩懐劔留
裏両胸留、星乱谷飛ひしぎの乱、骨髄劔八重違
杖術身得之事
五法、さし合、一本杉、巻込、散し巻込、大散、小散、芝引、戸口、五法返
鎖鎌身得之事
獅子の洞入、投鞠（紅葉重）、石火の入、両角、天狗返（達磨）、星月、流星、重ね散し
剣術表裏身得之事
八段之武
上段の印・同裏、切懸・同裏、下段の印・同裏、違位・同裏　
小車・同裏、東坊・同裏、合位・同裏、晴風・同裏、早風・同裏
七段之武
三條武、重月影、英劔、雄劔、守身劔、右劔、左劔
曲尺之段
縛殺の曲尺、徹の曲尺、懸の曲尺、風柳の曲尺　
待の曲尺、立の曲尺、横の曲尺、活の曲尺

表裏之目録
表之位
小乱、夜の太刀
裏之位
八重垣、虎之尾、下藤、無變、一刀
入身之位
上下之留、一文字、十文字、小返、拳折
二刀之位
陰之位、切入、乱入、獅子飛、波返、水車、切先返
二刀極意之位
陽之位、両手留、無敵の劔、手離劔之大事

目録外
鉄當の位、待見、不離劔、實正の位、寄
極意小太刀
相打、蜻蛉帰、中霞
五段位唯授一人
心巻、意巻、氣巻、動巻、観巻
太刀合
巻返、打返、重打、蟹の横這、辻切
極意八天實正之巻
雷光
稲妻
遠近
長短
陰之武
陽之武
乱打
乱髪
明覚